# Hugo Dellien
Hugo Dellien Jr. (Trinidad, 16 juni 1993) is een Boliviaans tennisser.

## Carrière
Dellien maakte zijn profdebuut in 2009 maar won zijn eerste challenger pas in 2018, dat jaar won hij er drie in het enkelspel en een in het dubbelspel. In 2019 won hij er twee in het enkelspel en nam deel aan drie Grand Slams. Op Roland Garros en de US Open bereikte hij de tweede ronde en op Wimbledon verloor hij in de eerste ronde. In 2020 nam hij opnieuw deel aan drie Grand Slams, maar geraakte nooit voorbij de eerste ronde. In 2021 won hij opnieuw twee challengers en verloor in de eerste ronde op de Australian Open. Hij nam namens Bolivia deel aan de uitgestelde Olympische Zomerspelen, maar verloor in de eerste ronde.
In 2022 won hij zijn achtste challenger en bereikte de tweede ronde op Roland Garros in het enkelspel, in het dubbelspel bleef hij steken in de eerste ronde. Op Wimbledon verloor hij in het enkelspel in de eerste ronde.

## Palmares
| Legenda                       | Legenda               |
| ----------------------------- | --------------------- |
| Grand Slam                    |                       |
| Olympische Spelen             |                       |
| tot 2009                      | vanaf 2009            |
| Tennis Masters Cup            | ATP Finals            |
| ATP Masters Series            | ATP Tour Masters 1000 |
| ATP International Series Gold | ATP Tour 500          |
| ATP International Series      | ATP Tour 250          |

### Enkelspel
| Nr.                  | Datum            | Toernooi   | Ondergrond | Tegenstander in finale | Score         | Details |
| -------------------- | ---------------- | ---------- | ---------- | ---------------------- | ------------- | ------- |
| gewonnen challengers |                  |            |            |                        |               |         |
| 1.                   | 22 april 2018    | Sarasota   | Gravel     | Facundo Bagnis         | 2-6, 6-4, 6-2 |         |
| 2.                   | 6 mei 2018       | Savannah   | Gravel     | Christian Harrison     | 6-1, 1-6, 6-4 |         |
| 3.                   | 3 juni 2018      | Vicenza    | Gravel     | Matteo Donati          | 6-4, 5-7, 6-4 |         |
| 4.                   | 10 maart 2019    | Santiago   | Gravel     | Wu Tung-lin            | 5-7, 7-6, 6-1 |         |
| 5.                   | 30 juni 2019     | Milaan     | Gravel     | Danilo Petrović        | 7-5, 6-4      |         |
| 6.                   | 3 oktober 2021   | Lima       | Gravel     | Camilo Ugo Carabelli   | 6-3, 7-5      |         |
| 7.                   | 14 november 2021 | Montevideo | Gravel     | Juan Ignacio Londero   | 6-0, 6-1      |         |
| 8.                   | 13 maart 2022    | Santiago   | Gravel     | Alejandro Tabilo       | 6-3, 4-6, 6-4 |         |
| 9.                   | 12 maart 2023    | Santiago   | Gravel     | Thiago Seyboth Wild    | 3-6, 6-3, 6-3 |         |

### Dubbelspel
| Nr.                  | Datum          | Toernooi | Ondergrond | Partner         | Tegenstander in finale            | Score    | Details |
| -------------------- | -------------- | -------- | ---------- | --------------- | --------------------------------- | -------- | ------- |
| gewonnen challengers |                |          |            |                 |                                   |          |         |
| 1.                   | 7 oktober 2018 | Campinas | Gravel     | Guillermo Durán | Franco Agamenone Fernando Romboli | 7-5, 6-4 |         |

## Resultaten grote toernooien
| Legenda | Legenda                          |
| ------- | -------------------------------- |
| g.t.    | geen toernooi gehouden           |
| l.c.    | lagere categorie                 |
| –       | niet deelgenomen                 |
| G       | uitgeschakeld in de groepsfase   |
| 1R      | uitgeschakeld in de eerste ronde |
| 2R      | uitgeschakeld in de tweede ronde |
| 3R      | uitgeschakeld in de derde ronde  |
| 4R      | uitgeschakeld in de vierde ronde |
| KF      | uitgeschakeld in de kwartfinale  |
| HF      | uitgeschakeld in de halve finale |
| F       | de finale verloren               |
| W       | het toernooi gewonnen            |
| w-v     | winst/verlies-balans             |

### Enkelspel
| toernooi          | 2019 | 2020 | 2021 | 2022 | 2023 |
| ----------------- | ---- | ---- | ---- | ---- | ---- |
| Australian Open   | –    | 1R   | 1R   | –    | 1R   |
| Roland Garros     | 2R   | 1R   | –    | 2R   | 1R   |
| Wimbledon         | 1R   | –    | –    | 1R   | 1R   |
| US Open           | 2R   | 1R   | –    | –    | 1R   |
| titels per jaar   | 0    | 0    | 0    | 0    | 0    |
| eindejaarsranking | 75   | 111  | 119  |      |      |

### Dubbelspel
| toernooi          | 2019 | 2020 | 2021 | 2022 |
| ----------------- | ---- | ---- | ---- | ---- |
| Australian Open   | –    | 1R   | –    | –    |
| Roland Garros     | –    | –    | –    | 1R   |
| Wimbledon         | 1R   | –    | –    | –    |
| US Open           | –    | –    | –    | –    |
| titels per jaar   | 0    | 0    | 0    | 0    |
| eindejaarsranking | 263  | 304  | 437  |      |